# 室兼次
室 兼次（むろ けんじ、1876年（明治9年）11月22日 - 1966年（昭和41年）1月26日）は、大日本帝国陸軍軍人。最終階級は陸軍中将。

## 経歴
大阪府出身。1897年（明治30年）11月、陸軍士官学校（9期）を卒業し、砲兵少尉に任官した。1908年（明治41年）11月、陸軍大学校（20期）を卒業。
陸軍大学校兵学教官、野砲兵第6連隊長、第10師団参謀長、野戦重砲兵第2旅団長、陸軍野戦砲兵学校教育部長、同校長を歴任。1928年（昭和3年）3月、陸軍中将。1930年（昭和5年）8月、第20師団長に就任。満州事変の際には混成第39旅団を越境出動させ、さらに錦州攻略に参加した。1932年（昭和7年）8月に待命となり、予備役編入となった。
その後、財団法人阪奈奨武会理事長、東北天然瓦斯興業株式会社社長を務めた。
1947年（昭和22年）11月28日、公職追放仮指定を受けた。